# Summer Break Stories
 (juillet 2014).
Si vous disposez d'ouvrages ou d'articles de référence ou si vous connaissez des sites web de qualité traitant du thème abordé ici, merci de compléter l'article en donnant les références utiles à sa vérifiabilité et en les liant à la section « Notes et références ».
Summer Break Stories (en hébreu : יומני החופש הגדול)  est une série télévisée israélienne créée par Michal Cooper Keren et réalisée par Offer Waizman. Elle est diffusée entre le 12 août 2012 et le 29 octobre 2013 sur Disney Channel.
En France, elle est diffusée depuis le 30 juin 2014 sur Disney Channel France. Elle reste inédite dans les autres pays francophones. Malgré de fortes audiences, elle a rencontré un succès assez moyen en France et a donc été déprogrammée de Disney Channel France au bout de la première saison.

## Synopsis
Tamara, Daphné, Eleonor et Dana vivent à Tel Aviv et sont amies depuis toujours. Mais tout est bouleversé lorsque Dana déménage en Italie. Elles décident de gagner de l'argent pour se payer un billet d'avion pour Milan. Eleonor travaille au "milk-shake", Daphné est chanteuse quant à Tamara, c'est une danseuse et elle fait aussi du baby-sitting. Grâce à Internet elles se racontent leur journée chaque jour sur leur terrasse.

## Fiche technique
- Titre original : יומני החופש הגדול
- Titre français : Summer Break Stories
- Création : Michal Cooper Keren
- Scénario : Michal Cooper Keren
- Production : Herzliya Studios
- Réalisation : Offer Waizman
- Société de diffusion : Disney Channel
- Producteur : Inbal Levi
- Chef producteur : Oz Vidal
- Producteur exécutif : Yona Wiesenthal
- Pays :  Israël
- Langue : hébreu
- Genre : Comédie
- Durée : 25 minutes
- Dates de première diffusion :
- Israël : 12 août 2012 sur Disney Channel Israël
- France : 30 juin 2014 sur Disney Channel France

## Distribution
- Lihi Kornowski (VFB : Laetitia Liénart) : Tamara Golan
- Gaya Gur Arie (VFB : Séverine Cayron) : Eleonor Wexler
- Carmel Lotan (VFB : Nancy Philippot) : Daphne Carmon
- Noel Berkovitch (VFB : Claire Tefnin) : Dana Treslan
- Michaela Elkin (VFB : Cécile Florin) : Karine Kramer
- Gefen Barkai : (VFB : Sylvain Pottier) : Jo (Gur en VO)
- Silvan Presler (VFB : Valéry Bendjilali) : Tom Wexlersnd
- Dana Adini (VFB : Célia Torrens) : Sharon Dagan, la productrice de Daphne et Dean (saison 1)
- Yaron Brovinsky (VFB : Alexandre Crépet) : Boris, le directeur du milk-shake (saison 1)
- Rom Barnea : Dean Lahav, un musicien à succès
- Gilad Brown : Moochie, le frère de Jo
- Dana Berger : Célia (Siegel en VO) Golan, la mère de Tamara
- Dafna Rechter : Talia Kramer, la mère de Karine
- Guy Loel : Noah Horowitz, le père de Karine
- Aki Avni : Micael, le père de Jo et Moochie
- Michal Yannai : Lucy (Ruth en VO), la mère de Jo et Moochie
- Yulia Plotkin : Zoe, une photographe (saison 2)
- Jonathan Basan : Adam / Levy, le garçon amoureux d'Eleonor (saison 2)

## Personnages
- Tamara Golan (Lihi Kornowski) - Fille de David et Célia et sœur de Daniel. Tamara est une jeune fille passionnée de danse. Ses meilleures amies sont Eleonor, Daphné et Dana. Elle est en couple avec Jo. Elle travaille quelque temps au "milk-shake". Elle est la cousine de Karine Kramer. Son professeur de danse s'appelle Mika. Au début de la saison 1, elle était la baby-sitter de Moochie, le frère cadet de Jo.
- Eleonor Wexler (Gaya Gur Arie) - Sœur jumelle de Tom, un chanteur talentueux. Elle est la meilleure amie de Daphné, Tamara et Dana. Elle aime tout organiser. Elle est très vite engagée au "milk-shake" où elle rencontre Jo, le garçon dont elle tombe amoureuse. Mais Jo est tombé amoureux de Tamara. Puis elle ment à ses copines qu'elle a oublié Jo et qu'elle est en couple avec un DJ. Elle est la plus intelligente du groupe. Au milieu de la saison 1, elle rencontre Dylan et commence à sortir avec lui. Pendant quelque temps elle travaille au café Nona mais démissionne très vite car le "milk-shake" compte beaucoup pour elle.
- Daphné Carmon (Carmel Lotan) - Meilleure amie de Tamara, Eleonor et Dana. Daphné est une chanteuse très talentueuse qui chante dans les rues au côté de son meilleur ami Tom, le frère jumeau de Eleonor. Elle se fait très vite remarquée par Sharon Dagan, agent de Dean Lahav, chanteur à succès. Elle devient très vite une star grâce à son single Lune Brisée qu'elle a co-écrit avec Tom. En devenant une star, elle oublie un peu ses amis. Elle tombe amoureuse de Dean Lahav. Ils sont en couple pendant un moment mais quand Sharon le découvre, elle leur interdit de se voir.
- Dana Treslan (Noel Berkovitch) - Meilleure amie de Tamara, Eleonor et Daphné. Dana part à Milan dès le premier épisode. Elle parle toujours avec les filles sur Internet sur le terrasse. À Milan, elle fait la rencontre de Francesco qui devient son petit-ami. Dana est une athlète.
- Karine Kramer (Michaela Elkin) - Fille de Talia et Noah. Elle est riche et est gâtée mais par la suite elle change. Elle vient de Los Angeles. Elle vient à Tel Aviv pour retrouver son père à l'aide de Tom qui devient par la suite son petit-ami. Elle est la cousine de Tamara et vit chez elle. Elle se lie d'amitié avec le reste du groupe c'est-à-dire avec Eleonor, Daphné et Tamara.
- Jo (Gefen Barkai) - Jo travaille au Milkshake et fait la rencontre de Eleonor et ils deviennent très vite amis. Eleonor tombe très vite amoureuse de lui sans qu'il ne le sache. Jo tombe amoureux de Tamara et ils se mettent en couple. Il aime le surf. Ses parents sont Micael et Lucy. Il a un frère qui s'appelle Moochie (se prononce Mouki). Le père de Jo a des problèmes de travail et Jo veut que personne ne découvre ça, mais Tom le découvre en l'espionnant et par la suite il le révèle à Tamara. Il est aussi ami avec Tom.
- Tom Wexler (Silvan Presler) - Frère jumeau de Eleonor. Il est un très bon musicien et chanteur. Avant il chantait dans les rues au côté de son ex meilleure amie Daphné, la meilleure amie de Eleonor. Par la suite il commence à chanter au Milkshake et se fait remarquer par Judy Meyer, l'amie de la mère de Karine. Il tombe amoureux de Karine, elle il se mettent en couple. Il aide Karine à retrouver son père.

## Épisodes
| Saison | Saison | Épisodes | Diffusion originale | Diffusion originale | Diffusion française | Diffusion française |
| Saison | Saison | Épisodes | Début de saison     | Fin de saison       | Début de saison     | Fin de saison       |
| ------ | ------ | -------- | ------------------- | ------------------- | ------------------- | ------------------- |
|        | 1      | 50       | 19 août 2012        | 31 octobre 2012     | 30 juin 2014        | 5 septembre 2014    |
|        | 2      | 50       | 18 août 2013        | 29 octobre 2013     | 8 septembre 2014    | 7 novembre 2014     |

## Summer Break Stories dans le monde
| Pays                   | Chaîne                           | Date                                      | Titre                   |
| ---------------------- | -------------------------------- | ----------------------------------------- | ----------------------- |
| France                 | Disney Channel (France)          | 30 juin 2014                              | Summer Break Stories    |
| Israël                 | Disney Channel (Israël)          | 19 août 2012                              | יומני החופש הגדול       |
| Italie                 | Disney Channel (Italie)          | 1er juillet 2013                          | Summer Days             |
| Argentine              | Disney Channel (Amérique latine) | 1er mai 2014 (avant-première) 12 mai 2014 | Diario de amigas        |
| Bolivie                | Disney Channel (Amérique latine) | 1er mai 2014 (avant-première) 12 mai 2014 | Diario de amigas        |
| Chili                  | Disney Channel (Amérique latine) | 1er mai 2014 (avant-première) 12 mai 2014 | Diario de amigas        |
| Colombie               | Disney Channel (Amérique latine) | 1er mai 2014 (avant-première) 12 mai 2014 | Diario de amigas        |
| Costa Rica             | Disney Channel (Amérique latine) | 1er mai 2014 (avant-première) 12 mai 2014 | Diario de amigas        |
| Équateur               | Disney Channel (Amérique latine) | 1er mai 2014 (avant-première) 12 mai 2014 | Diario de amigas        |
| Guatemala              | Disney Channel (Amérique latine) | 1er mai 2014 (avant-première) 12 mai 2014 | Diario de amigas        |
| Honduras               | Disney Channel (Amérique latine) | 1er mai 2014 (avant-première) 12 mai 2014 | Diario de amigas        |
| Mexique                | Disney Channel (Amérique latine) | 1er mai 2014 (avant-première) 12 mai 2014 | Diario de amigas        |
| Panama                 | Disney Channel (Amérique latine) | 1er mai 2014 (avant-première) 12 mai 2014 | Diario de amigas        |
| Paraguay               | Disney Channel (Amérique latine) | 1er mai 2014 (avant-première) 12 mai 2014 | Diario de amigas        |
| Pérou                  | Disney Channel (Amérique latine) | 1er mai 2014 (avant-première) 12 mai 2014 | Diario de amigas        |
| République dominicaine | Disney Channel (Amérique latine) | 1er mai 2014 (avant-première) 12 mai 2014 | Diario de amigas        |
| Uruguay                | Disney Channel (Amérique latine) | 1er mai 2014 (avant-première) 12 mai 2014 | Diario de amigas        |
| Venezuela              | Disney Channel (Amérique latine) | 1er mai 2014 (avant-première) 12 mai 2014 | Diario de amigas        |
| Brésil                 | Disney Channel (Brésil)          | 1er mai 2014                              | Diário de Amigas        |
| Russie                 | Disney Channel (Russie)          | 2 septembre 2013                          | Дневники летних каникул |
| Roumanie               | Disney Channel (Roumanie)        | 18 août 2014                              | Zile de vară            |
| Bulgarie               | Disney Channel (Bulgarie)        | 18 août 2014                              | Лятна ваканция          |
| Pologne                | Disney Channel (Pologne)         | 20 octobre 2014                           | Lato w mieście          |
| Hongrie                | Disney Channel (Hongrie)         | 20 juin 2016                              | Szünidei napló          |

## Commentaires
- Dans l'épisode L'union fait la force, pendant que Karine regarde la télévision, on peut entendre les voix principales des personnages de la série #Doggyblog. La même chose arrive à Moochie pendant qu'il regarde la télévision dans l'épisode Le script où ils peuvent entendre les phrases dites dans le premier épisode de #Doggyblog.